# Acide hydnocarpique
L'acide hydnocarpique est un acide gras à 16 atomes de carbone dont la chaîne aliphatique se termine par un cycle cyclopenténique. Il est extrait de l'huile de chaulmoogra (Hydnocarpus wightiana), un arbre d'Asie du Sud-Est, dont il constitue 33,9 % des acides gras. Cette huile est l'un des plus anciens remèdes connus contre la lèpre,.